# آتش‌سوزی ۲۰۱۷ جاشون کره جنوبی
آتش‌سوزی ۲۰۱۷ جاشون کره جنوبی (انگلیسی: 2017 Jecheon fire ) در روز پنج‌شنبه ۲۱ دسامبر حوالی ساعت ۴ صبح به وقت محلی در یک ساختمان ۸ طبقه به وقوع پیوست و باعث کشته و مجروح شدن نزدیک به ۶۰ تن گردید. به گزارش رسانه‌ها این حادثه مرگبارترین حادثه در ۹ سال گذشته در کره جنوبی بوده‌است.

## شرح حادثه
آتش‌سوزی در یک ساختمان هشت طبقه در شهر جاشون در استان چانگ‌خونگ شمالی، قبل از ساعت ۴ صبح به وقت محلی به وقوع پیوست و ساختمان را از بین برد.
آتش‌سوزی از یک وسیله نقلیه مشکوک که در پارکینگ طبقه پایین ساختمان پارک بوده شروع شده‌است و سپس به کل ساختمان سرایت کرده و گسترش یافته‌است.
سخنگوی اداره ملی آژانس آتش‌نشانی گفت: «آتش سریعاً آنقدر دود سمی زیاد تولید کرد که بسیاری نتوانستند از ساختمان بیرون شوند».
جاشون در حدود ۱۷۰ کیلومتری جنوب شرقی پایتخت کره جنوبی، سئول قرار دارد.

## کشته و زخمی
در این آتش‌سوزی در مجموع ۲۹ نفر کشته شدند که ۲۳ تن از آن‌ها زن و ۶ تن مرد بودند. ۳۶ نفر نیز زخمی شده و به بیمارستان منتقل شدند. از کشته شدگان حادثه ۲۰ نفر در حمام عمومی طبقه دوم که ۱۸ نفر زن و ۲ نفر مرد بودند و بقیه در طبقات بالاتر از جمله رستوران ساختمان کشته شده‌اند.

## اقدامات نجات
۶۰ مأموران آتش‌نشانی در این عملیات نجات شرکت داشتند و حدود ۲ ساعت طول کشید تا آتش کنترل شد. حدود ۲۰ نفر که روی پشت‌بام ساختمان پناه گرفته بودند توسط هلیکوپتر نجات داده شدند و تعدادی از بازماندگان با پریدن از بالکن روی تشک‌های بادوام نجات که ایجاد شده بود از این مهلکه جان سالم بدر بردند.

## واکنش‌ها
- شهردار شهر جاشون می‌گوید که این شهر برای کمک به مراسم تشییع جنازه کشته شدگان و هزینه‌های پزشکی برای ۲۹ تن دیگر که در اثر آتش‌سوزی صدمه دیده‌اند، حمایت مالی خواهند کرد.
- مقامات همچنان به بررسی این حادثه با کمک پلیس، خدمات آتش‌نشانی و مأموران سرویس قضایی ملی بررسی برای تعیین علت این حادثه را ادامه می‌دهند.[۲][۱]